# هاريسون براون
هاريسون براون (بالإنجليزية: Harrison Brown)‏ (مواليد 26 سبتمبر 1917 في شيريدان - 8 ديسمبر 1986 في ألباكركي)، هو عالِم كيمياء نووية وجيوكيميائي أمريكي. وكان ناشِط سِياسي، كما حاضَّر وكَتَبَ عن قضايا الحد من الأسلحة واستنزاف الموارد الطبيعية والجوع في العالم.
عمِل على مشروع مانهاتن خلال الحرب العالمية الثانية في مختبر المعادن وكلينتون الأشغال الهندسية. حيث عمل على طريقة لفصل البلوتونيوم من اليورانيوم. التقنيات التي ساعدت على تطوير استخدمت في موقع هانفورد لإنتاج البلوتونيوم المستخدم في القنبلة الرجل البدين والتي ألقيت على ناغازاكي. وبعد الحرب ألقى محاضرات حول مخاطر الأسلحة النووية.

## روابط خارجية
- هاريسون براون على موقع الموسوعة البريطانية (الإنجليزية)